# USS Hartley (DE-1029)
L'USS Hartley (DE-1029) était un destroyer d'escorte de classe Dealey de l'United States Navy. Le DE-1029 était le deuxième navire à porter le nom de l'amiral Henry Hartley. Il a été vendu le 8 juillet 1972 à la Colombie en prenant le nom de ARC Boyacá (D-07). Il a été mis hors service en 1994 et conservé comme navire musée.

## Historique

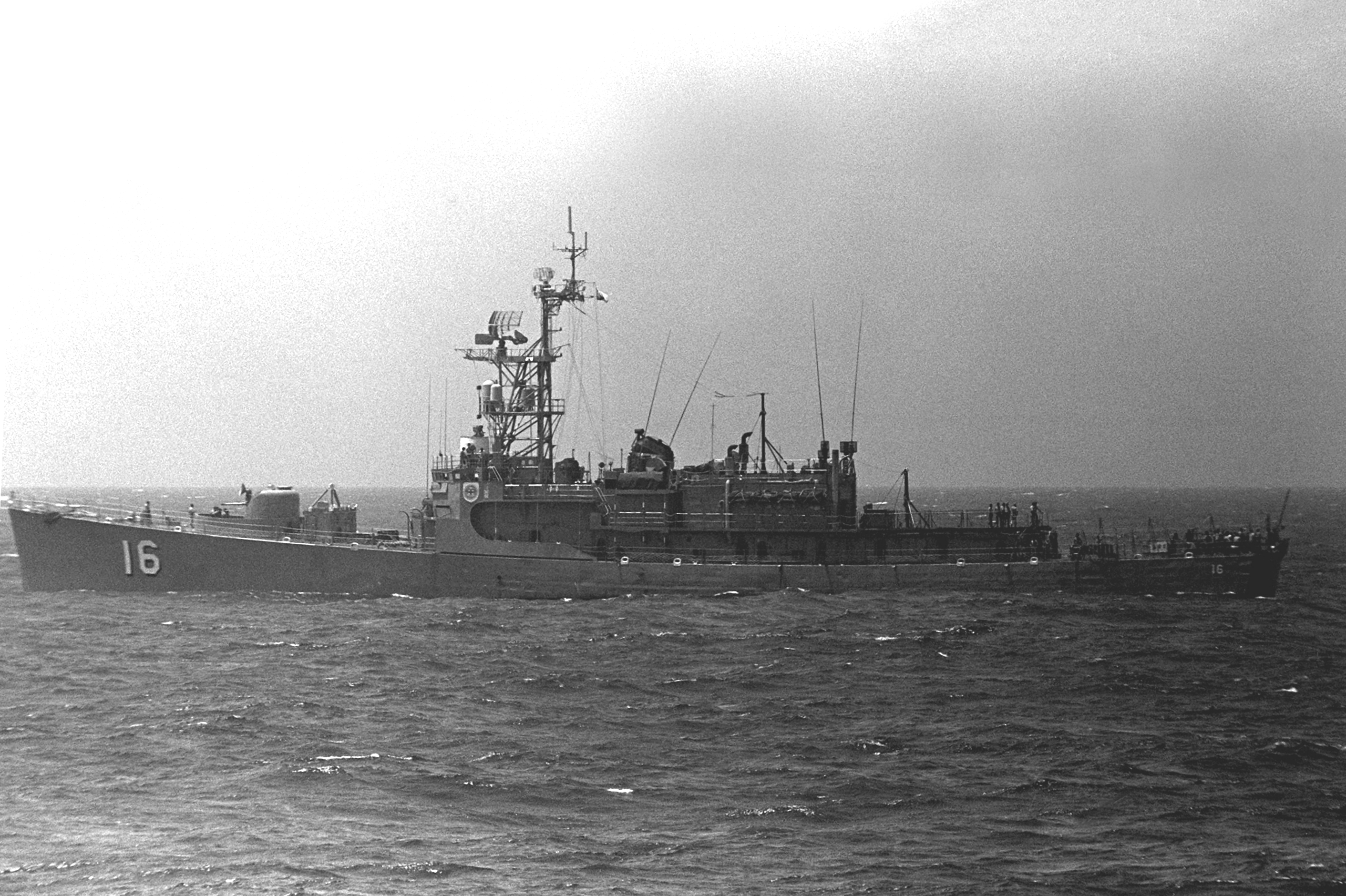
ARC Bocaya DE-16

L'USS Hartley  a été construit par la New York Shipbuilding Corporation à Camden (New Jersey), le 31 octobre 1955; lancé le 24 novembre 1956; parrainé par Mme Henry Hartley, veuve de l'amiral Hartley; et mis en service le 26 juin 1957 à Philadelphie .
Il a été vendu le 8 juillet 1972 à la Colombie et rebaptisé Boyaca, portant la désignation de coque DE-16. Après sa mise hors service, il devait être conservé comme navire-musée à Guatapé.
Le navire a été démantelé et transporté par camion vers un emplacement de montagne sur les rives du lac Guatape en prévision d'être réassemblé en tant que navire terrestre. En raison des limites de financement, le projet est suspendu depuis. Depuis le 28 septembre 2015, les restes du Boyaca ont été enlevés et des maisons sont en construction sur le site.